# Tropidoscincus boreus
Espèce
Statut de conservation UICN

 LC  : Préoccupation mineure
Tropidoscincus boreus est une espèce de sauriens de la famille des Scincidae.

## Répartition

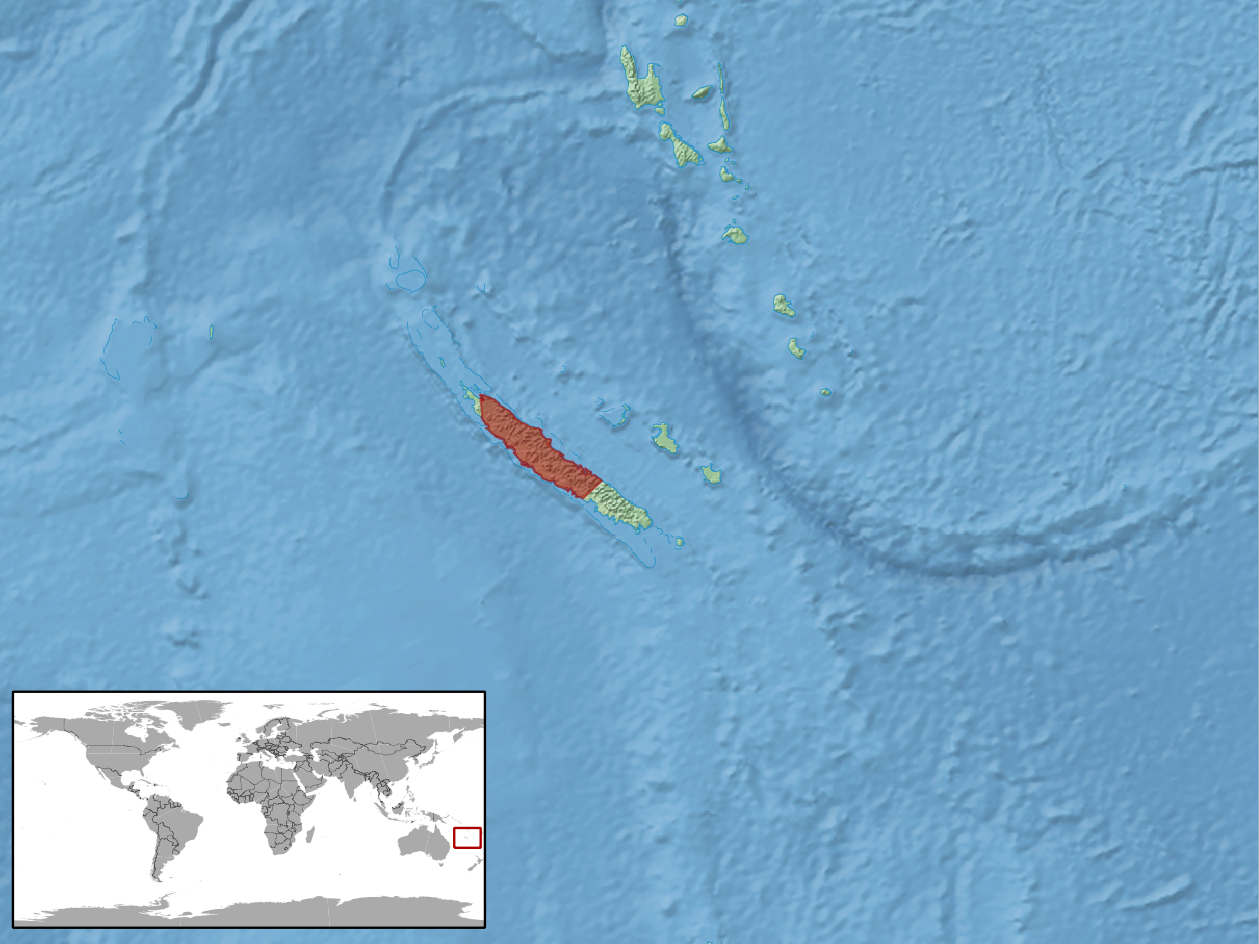
Répartition de l'espèce.

Cette espèce est endémique de Nouvelle-Calédonie.

## Publication originale
- Bauer & Sadlier, 2000 : The herpetofauna of New Caledonia. Contributions to Herpetology, vol. 17, p. 1-310.